# 高钒酰

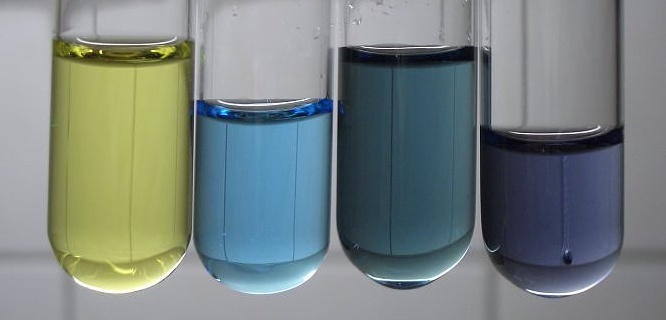
从左到右：VO2+、VO(2+)、V(3+)、和V(2+)在水溶液中。

高钒酰(VO2+)是钒(V)的淡黄色氧合阳离子。它是pH值介于0和2之间的酸性溶液中钒(V)的主要存在形式，其盐是通过在此类溶液中氧化钒（V）的质子化形成的：
V
2O
5 + 2 H+
  →  2 VO+
2 + H
2O (K = 3.42×10−2)
该离子可以与单个氨基多羧酸盐配体或与三齿席夫碱配体形成络合物。
VO+
2/VO2+氧化还原电对用于钒氧化还原电池的阴极。这对电偶的标准还原电位为 +1.00 V。